# Johann Justus Berkelmann
Johann Justus Berkelmann (* 3. Oktober 1678 in Rosdorf; † 22. Februar 1743 in Nordhausen) war ein deutscher lutherischer Theologe, Generalsuperintendent der Generaldiözesen Alfeld und Grubenhagen sowie königlich britischer und braunschweig-lüneburgischer Konsistorialrat.

## Leben
Berkelmann war ein Sohn des Pastors Petrus Valentin Berkelmann (1626–1699) in Rosdorf und damit Enkel des Theologen Theodor Berckelmann. Seine Mutter war Anna Margarete geb. Genius (1637–1695). Er besuchte das Gymnasium in Göttingen und studierte Theologie an der Universität Helmstedt. 1704 wurde er Feldprediger bei der braunschweigischen Legion, 1708 Pastor in Hedemünden, 1713 Pastor an St. Albani in Göttingen und 1718 erster Pastor in Alfeld. Seit 1721 war er auch Generalsuperintendent und Mitglied des Konsistoriums in Hildesheim. 1726 wurde er – gegen seinen Willen und gegen den Einspruch von Rat, Bürgerschaft und Gildemeistern der Stadt Alfeld – als Pastor an der Schlosskirche und Generalsuperintendent von Grubenhagen und auf dem Harz nach Osterode versetzt. Er behielt den Titel eines Konsistorialrats, womit aber keine entsprechende Stelle mehr verbunden war. Berkelmann arbeitete an der Zusammenstellung des Hildesheimer Gesangbuchs mit. 1735 wurde er wegen Verfehlungen in der Lebensführung und in der Verwaltung kirchlicher Gelder aus dem Dienst entlassen. Er ließ sich in Duderstadt und später in Nordhausen nieder, wo er noch schriftstellerisch tätig war und 1743 starb.
Verheiratet war er seit 1707 mit Catharina Margaretha Stussen. Über Kinder ist nichts bekannt.

## Werke
- Ev. Glaubens, Liebes- und Gewissensleben (Nordhausen 1737)
- Das Teilhaftigmachen fremder Sünden aus 1. Tim.5,22 (Frankenhausen o. J.)